# Georg Heinrich Borz
Georg Heinrich Borz (* 21. März 1714 in Engelstein/Landkreis Angerburg; † 31. Januar 1799 in Leipzig) war ein deutscher Mathematiker.

## Leben
Nachdem er zunächst in Königsberg, Danzig und Halle (Saale) studierte, wechselte er 1742 nach Leipzig, wo er sein Studium fortsetzte. Im Jahr 1763 wurde er außerordentlicher Professor für Mathematik an der Universität Leipzig. Nach dem Tode von Gottfried Heinsius wurde Borz im Jahr 1769 ordentlicher Professor für Mathematik an der Universität Leipzig. Er hatte dieses Amt bis zu seinem Tode inne. In den Jahren 1772, 1780 und 1786 war er Rektor der Universität.

## Wirken
Borz hielt als Erster in Leipzig Vorlesungen über Differential- und Integralrechnung. Außerdem arbeitete er zu praktischen Anwendungen der Mathematik, u. a. zur Mechanik und Astronomie. Gemeinsam mit Carl Friedrich Hindenburg (1741–1808) initiierte Borz die Einrichtung der Universitäts-Sternwarte in Leipzig. Borz war Gründungsmitglied und erster Präsident der Fürstlich Jablonowskischen Gesellschaft der Wissenschaften in Leipzig. Mehrfach war er auch Dekan der Philosophischen Fakultät.
Seit ihrer Gründung 1774 war Borz Mitglied und ab 1782 Präses der Leipziger Gelehrtengesellschaft Societas Jablonoviana.